# ǂHua
ǂHua är ett khoisanspråk i Botswana, med talare 30 (2013). Talarna är mestadels äldre vuxna, och deras antal minskar. Språket är ett subjekt–objekt–verb-språk.